# Szakajtó
A szakajtó kisméretű, fületlen, többnyire fonott kosár, melyet tipikusan gyékényből, szalmából fontak – a fonási mód szakajtókötésként ismert. Tészták (kenyerek) kelesztéséhez használják, de egyes vidékeken, például a Szigetközben, Bodrogközben, a Bódva és a Hernád mellett például fából (puhafából, nyárfából) faragott tálat használnak erre a célra. Formája általában a kenyér formájával áll összhangban, lehet hosszú és kerek is. Szinonimái: szakasztó, zsompor. 
Elsősorban kenyérsütésnél használták: a teknőben megdagasztott tésztából előzetes kelesztés után kiszakajtották, a "táblán" (nagy asztal) átgyúrva, egy-egy belisztezett szakajtóba rakták, melyet tiszta textíliával (szakajtóruhával) takarták le, így kelesztették tovább. 
Tészta kelesztésén kívül tárolóedényként is funkcionált, tojást,  gyümölcsöt,  zöldséget is tároltak benne. 
Mértékegységként is használták – kb. 3-5 liter.
A kelesztőedény kialakulása, elterjesztése nyugat és közép Európában valószínűleg a sütőiparban történt a középkor végén.